# Emil Olsen
Emil Olsen er en dansk murersvend og formand for 3F Ungdom siden maj 2014. Derudover også formand for den lokale afdeling af 3F ungdom i Ålborg, og medlem af Kommunistisk Parti i Danmark siden 2009, som han opstillede for til kommunalvalget i 2013 i Vesthimmerland, han opnåede dog ikke at blive valgt.